# NGC 125
NGC 125 è una galassia lenticolare situata nella costellazione dei Pesci.
È stata scoperta il 25 dicembre 1790 dall'astronomo tedesco di origine, ma naturalizzato britannico, William Herschel. È stata poi osservata il 12 ottobre 1827 da John Herschel.
La galassia venne descritta come "molto debole, piccola, più brillante al centro" da John Louis Emil Dreyer, il compilatore del New General Catalogue. Ha un diametro di circa 115.000 anni luce, il che la rende un po' più grande della nostra Via Lattea.

## Gruppo di NGC 128
NGC 125 fa parte del gruppo di NGC 128, un raggruppamento di galassie che include NGC 125, NGC 126, NGC 127, NGC 128 e NGC 130.
Anche se fanno parte dello stesso gruppo, la differenza nelle velocità di recessione tra NGC 125 e NGC 128, che è superiore a 1000 km/h, rende poco probabile che esse siano particolarmente vicine; invece il valore simile di redshift tra NGC 125 e NGC 126 depone a favore di una contiguità.